# Bailee Madison
Bailee Madison (* 15. října 1999 Fort Lauderdale, Florida, Spojené státy americké) je americká herečka, která se nejvíce proslavila rolemi ve filmech Most do země Terabithia (2007), Nebojte se tmy (2010), Zkus mě rozesmát (2011) a Rodičovský manuál (2012). Objevila se také v seriálech Bylo, nebylo, ve kterém hraje mladší verzi Sněhurky a Good Witch.

## Životopis
Bailee se narodila ve Fort Lauderdale na Floridě jako nejmladší ze sedmi dětí. Má čtyři bratry a dvě sestry. Její sestra Kaitlin Riley je také herečka. Její matka je Patricia Riley.

## Kariéra
S herectvím začala, když byla dva týdny stará v reklamě pro Office Depot. Od té doby se objevila v několika národních reklamách pro velké společnosti jako Disney, SeaWorld a Cadilac. Stala se tváří nadace Alex's Lemonade Stand Foundation.
Debut ve filmu přišel s filmem Zabijáci osamělých srdcí. Další větší role přišla s Disney filmem Most do země Terabithia v roce 2007. Ve filmu se objevila po boku Joshe Hutchersona a AnnaSophie Robbové. Menší roli získala ve finálové epizodě seriálu Terminátor: Život Sarah Connorové. Objevila se v televizním filmu stanice Nickelodeon The Last Day of Summer a ve vánočním speciálu Merry Christmas Drake and Josh.
Roli Isabelle Cahill získala v roce 2009 ve filmu Bratři. Za roli byla nominovaná na cenu Saturn Award a Critics' Choice Award. V roce 2010 se objevila ve filmu Letters to God. Ve filmu Odsouzení hrála mladší verzi postavy Hilary Swank Betty Anne Waters. Objevila se v epizodě "Locum" seriálu Zákon a pořádek a ve třech epizodách R. L. Stine's the Haunting Hour: The Series. V roce 2011 získala roli v Disney Channel seriálu Kouzelníci z Waverly. Ve filmu Neviditelný symbol, hrála mladší verzi postavy Jessicy Alby Mony Gray. První hlavní role ve filmu přišla s filmem Nebojte se tmy. Po boku Adama Sandlera a Jennifer Aniston se jako Maggie objevila ve filmu Zkus mě rozesmát.
V roce 2012 se objevila ve filmu stanice Hallmark A Tase of Romance. Hostující roli získala jako mladší verze Ginnifer Goodwin postavy Sněhurky v seriálu stanice ABC Bylo, nebylo. Ve filmu Kovbojky a andělé si zahrála rebelku Idu Clayton, která hledá svého otce. V prosinci se objevila v rodinné komedii Rodičovský manuál.
V roce 2013 získala hlavní roli v seriálu Trophy Wife. V roce 2014 získala roli Sophia Quinn v televizním dramatu The Fosters.

## Filmografie

### Film
| Rok  | Název                      | Role                    | Poznámky |
| ---- | -------------------------- | ----------------------- | -------- |
| 2006 | Zabijáci osamělých srdcí   | Rainelle Downing        |          |
| 2007 | Most do země Terabithia    | May Belle Aarons        |          |
| 2007 | Look                       | Megan                   |          |
| 2008 | Phoebe v říši divů         | Olivia Lichten          |          |
| 2009 | Bratři                     | Isabelle Cahil          |          |
| 2010 | Letters to God             | Samantha Perryfield     |          |
| 2010 | Neviditelný symbol         | mladá Mona Gray         |          |
| 2010 | Odsouzení                  | mladá Betty Anne Waters |          |
| 2011 | Zkus mě rozesmát           | Maggie Murphy           |          |
| 2011 | Nebojte se tmy             | Sally Hurst             |          |
| 2012 | Kovbojky a andělé          | Ida Clayton             |          |
| 2012 | Rodičovský manuál          | Harper Simmons          |          |
| 2012 | Monica                     | Monica (hlas)           |          |
| 2013 | The Magic Bracelet         | Ashley                  |          |
| 2013 | Pete's Christmas           | Katie                   |          |
| 2016 | The Night Before Halloween | Me                      |          |
| 2017 | Cowgirls Story             | Dusty Rhodes            |          |
| 2018 | Oni 2: Noční kořist        | Kinsey                  |          |
| 2021 | Letní kemp                 | Avery                   |          |
| 2021 | Popelka na farmě           | Finley Tremaine         |          |

### Televize
| Rok            | Název                                     | Role                        | Poznámky |
| -------------- | ----------------------------------------- | --------------------------- | --- |
| 2007           | Kriminálka New York                       | Rose Duncan                 | díl: „Bu, bu, bu“ |
| 2007           | Dr. House                                 | Lucy                        | díl: „Pozor na věk“ Nominace - Young Artist Award v kategorii Nejlepší vystoupení mladé herečky v televizní hostující roli (2008) |
| 2007           | Neslavná                                  | Malá Addie Singer           | 2 díly |
| 2007           | Cory in the House                         | Maya                        | 2 díly |
| 2007           | Spasení Sarah Cainové                     | Hannah Cottrell             | TV film Nominace - MovieGuide Award v kategorii Nejinspirativnější vystoupení v televizní - hraní                                 |
| 2007           | The Last Day of Summer                    | Maxine                      | TV film Young Artist Award v kategorii Nejlepší vystoupení mladé herečky ve vedlejší roli - TV film, minisérie, speciál           |
| 2008           | Terminátor: Příběh Sáry Connorové         | Malá holka                  | díl: „A uslyšel jsem hřmění“ |
| 2008           | Merry Christmas, Drake & Josh             | Mary Alice Johansson        | TV film |
| 2010           | Zákon a pořádek: Útvar pro zvláštní oběti | Mackenzie Burton            | díl: „Náhražka“ |
| 2010           | Hubworld                                  | Samu sebe                   | |
| 2010, 2012     | Hodina duchů                              | Lilly Carbo / Jenny / Becky | 4 díly |
| 2011           | Kouzelníci z Waverly                      | Maxine Russo                | 6 dílů |
| 2011           | Šerifové z Texasu                         | Zoe                         | díl: „Father Figure“ |
| 2011           | Powers                                    | Calista                     | pilotní díl |
| 2012           | Jak chutná láska                          | Hannah Callah               | TV film |
| 2012           | Světluškou na 90 dní                      | Daisy                       | TV film |
| 2012-2013/2016 | Bylo, nebylo                              | Malá Sněhurka               | 4 díly |
| 2013           | Holliston                                 | Baille                      | díl: „Rock the Cardle“ |
| 2013           | Ha/lf                                     | Riley Young                 | TV film |
| 2013           | Pete's Christmas                          | Katie                       | TV film |
| 2013           | Trophy Wife                               | Hilary Harrison             | hlavní role, 21 dílů |
| 2014–2016      | The Fosters                               | Sophia Quinn                | vedlejší role (2.řada),11 dílů |
| 2014           | Vánoce v ohrožení                         | Clementine                  | TV film |
| 2015–2021      | Good Witch                                | Grace Russell               | hlavní role |
| 2015           | Northpole 2: Open For Christmas           | Clementine                  | TV film |
| 2015           | Mulaney                                   | Ruby                        | díl: „Ruby“ |
| 2015           | Good Witch Halloween                      | Grace Russell               | TV film |
| 2016           | Date with Love                            | Heidi Watts                 | TV film |
| 2016           | The Night Before Halloween                | Megan                       | TV film |
| 2016           | Vánoční přání                             | Joy Hockstatter             | TV film |